# Bundesautobahn 47
Pour les articles homonymes, voir A47.
La Bundesautobahn 47 est un projet de Bundesautobahn dans le Land de Rhénanie-du-Nord-Westphalie.